# Serica kingdoni
Serica kingdoni är en skalbaggsart som beskrevs av Ahrens 1999. Serica kingdoni ingår i släktet Serica och familjen Melolonthidae. Inga underarter finns listade i Catalogue of Life.